# (9564) Jeffwynn
(9564) Jeffwynn (1987 SG3) – planetoida z grupy przecinających orbitę Marsa okrążająca Słońce w ciągu 3,58 lat w średniej odległości 2,34 j.a. Odkryta 26 września 1987 roku.